# Yasuragi Hasseludden

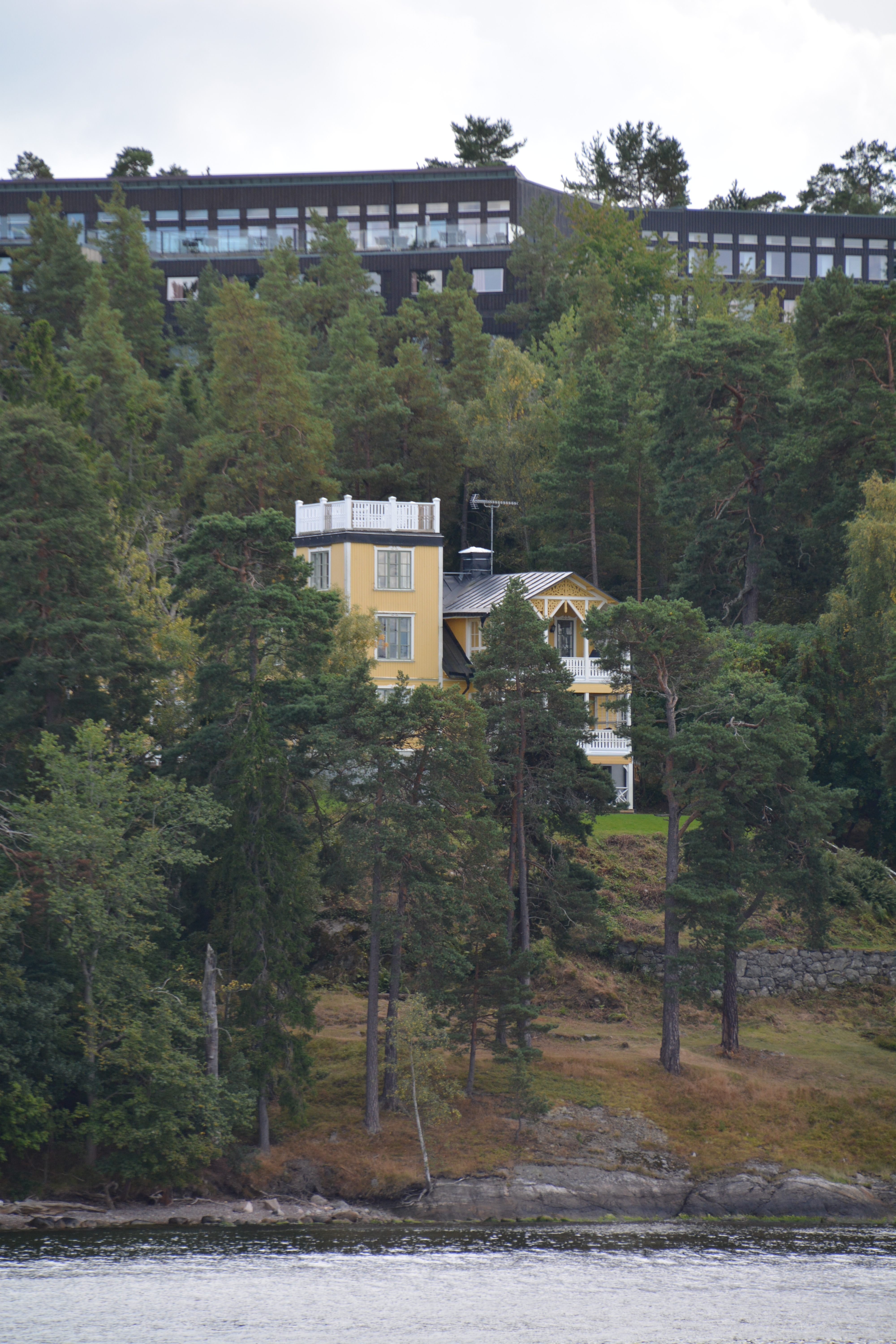
Yasuragi Hasseludden, sett från Saltsjön

Yasuragi Hasseludden är en spaanläggning med konferensverksamhet, hotell och rekreation i japansk stil i Hasseludden, Nacka kommun. 
Yasuragi går tillbaka till den konferensgård som LO lät bygga 1970-72 efter att ha köpt mark i Hasseludden. Anläggningen formgavs av den japanska arkitekten Yoji Kasajima. På området byggdes även personalbostäder. Kasajima ritade även Japans ambassad i Stockholm. År 1992 upphörde kursverksamheten och 1997 öppnade det som då hette Hasseludden Konferens & Yasuragi. Ansvarig för ombyggnaden och det nya konceptet var arkitekt SIR/MSA Camilla Wessman på Wallensteen&Östgren. År 2013 skedde en tillbyggnad med 27 nya hotellrum ritad av White Arkitekter. LO beslöt 2003 att fastigheter och kursanläggningar, däribland Hasseludden, skulle säljas för att spara pengar. Nordic Choice Hotels köpte anläggningen 2006.